# Línea 106 (Montevideo)
La línea 106 fue una línea urbana de Montevideo que unía Plaza España con Piedras Blancas.

## Creación
Fue creada en los años veinte, por la Cooperativa de Ómnibus Línea A, en 1937 con la conformación de la Compañía Uruguaya del Transporte Colectivo recibió la denominación de 106. Su recorrido inicialmente era desde la Aduana hacia el Hipódromo de Maroñas. 

## Características
Unía la Ciudad Vieja, partiendo desde la Plaza España o la Aduana, hacia el barrio de Piedras Blancas, precisamente en la intersección de las calles Rafael y Teniente. En el año 2020 se dispuso que funcionara durante la noche y hasta las nueve de la mañana, aunque al poco tiempo se modificó su recorrido, iniciando su recorrido en el Intercambiador Belloni hacia Piedras Blancas. En el año 2019 se determino su cese de operaciones, siendo sustituida en la ida y vuelta por líneas, L36 en la ida y  L46 en la vuelta. Posteriormente es creada la línea nocturna 102-106, la cual tiene un recorrido totalmente diferente y opera mediante circuito. 

## Recorridos
Opero los días hábiles y sábados de 08:00 a 20:00 circulando por las siguientes calles:
| - Plaza España - Camacuá - Ituzaingó - Buenos Aires - Plaza Independencia - Avenida 18 de Julio - Avenida 8 de Octubre - Andén 1 (Intercambiador Belloni) - Avenida José Belloni - Dunant - Azotea de Lima - Camino Teniente Rinaldi - Terminal Rinaldi y Rafael | - Rinaldi y Rafael - Camino Teniente Rinaldi - Azotea de Lima - Helvecia - Avenida José Belloni - Andén 3 (Intercambiador Belloni) - Avenida 8 de Octubre - Avenida 18 de Julio - Plaza Independencia - Juncal - Ciudadela - Camacuá - Plaza España |

## Paradas
| Código de parada → Calle - 4760 Pza. España/ AEBU - 4042 Bartolomé Mitre - 4019 Convención - 4200 Paraguay - 3178 Yaguarón - 4244 Dr. Javier Barrios Amorín - 4203 Magallanes - 4245 Eduardo Acevedo - 4004 Dr. Martín C. Martínez - 4006 Alejandro Beisso - 3182 Pte. Berro - 4729 Av. Dr. Manuel Albo - 3183 Dr. Joaquín Secco Illa - 3184 Jaime Cibils - 3185 Hospital Militar - 3186 Av. Centenario / Luis A. de Herrera - 4865 Blvr. José Batlle y Ordóñez - 3190 María Stagnero de Munar - 3192 Comercio - 3194 Pte. Ing. José Serrato - 3196 Larravide - 3198 Gral. Félix Laborde - 3200 Pan de Azúcar - 3202 Gral. J. Villagrán - 3204 Ramón Castríz - 4890 Vera - 3206 Habana - 3207 Marcos Sastre - 4977 Vicenza - 3210 Juan Jacobo Rousseau - 2315 Dr. Alfonso Lamas - 2316 Osvaldo Cruz - 2317 Washington Pérez - 2318 Lisboa - 2319 José Shaw - 2320 Pbro. Silverio A. Martínez - 2321 Bérgamo - 2322 Blvr. Aparicio Saravia - 2323 Cno. Gral. Leandro Gómez - 2237 Cno. Tte. Galeano - 2053 Walter Medina - 2050 Yacuy - 2051 Cno. Tte. Rinaldi - 5200 1º De Marzo - 2039 Av. Jose Belloni - 2040 Lorenzo Batlle Pacheco - 4894 César Batlle Pacheco - 4716 Calle A - 2041 Pje. Pnal C - 2042 Rafael | VUELTA - 2043 Rafael - 2044 Pnal D (de 8 m) - 2045 Calle 7 m La Chacarita - 2046 César Batlle Pacheco - 4896 Av. Jose Belloni - 2047 1º De Marzo - 2048 Azotea De Lima - 2049 Dunant - 2052 1º De Marzo - 2054 Av. José Belloni - 2305 Av. Gral. Flores - 2306 Cno. Gral. Leandro Gómez - 2307 Blvr. Aparicio Saravia - 2308 Bérgamo - 2309 Pbro. Silverio A. Martínez - 2310 Módena - 2311 Lisboa - 2312 Enrique S. Aguiar - 2313 Osvaldo Cruz - 2314 Virrey Elío - 3211 Juan Jacobo Rousseau - 3212 Av. 8 de Octubre - 3213 Gerónimo Piccioli - 2546 Smidel - 2547 Güemes - 2548 Belén - 3215 20 De Febrero - 3216 Gral. J. Villagrán - 2549 Pascual Paladino - 3217 Dr. Silvestre Pérez - 3219 Larravide - 3221 Pte. Ing. José Serrato - 3223 Comercio - 3225 María Stagnero de Munar - 3227 Blvr. José Batlle y Ordóñez - 3228 Agustín Abreu - 3230 Centenario / L.A.H - 3231 Hospital Militar - 3232 Jaime Cibils - 3233 Cdte. Braga - 4207 Av. Gral. Garibaldi - 3241 Pte. Berro - 4908 Alejandro Beisso - 4010 Martín C. Martínez - 4012 Eduardo Acevedo - 3912 Magallanes - 4015 Dr. Javier Barrios Amorín - 4201 Yí - 4017 Río Negro - 3914 Andes - 4756 Juncal - 4757 Reconquista - 4758 Plaza España |

## Barrios
El 106 recorría los barrios: Ciudad Vieja, Centro, Cordón, La Blanqueada, Unión, Maroñas, Jardines del Hipódromo y Piedras Blancas.